# The Flying Doctors
The Flying Doctors was een populaire Australische televisieserie aan het eind van de jaren tachtig. De dramaserie was geproduceerd door Crawford Productions en ging over de belevenissen van de Royal Flying Doctors Service uit Coopers Crossing en van een aantal inwoners.

## De serie
The Flying Doctors was in 1985 oorspronkelijk bedoeld als driedelige miniserie van circa negentig minuten per aflevering, die zich afspeelde in Coopers Crossing, een dorpje in de outback in zuidoost Australië met Andrew McFarlane als de nieuwe dokter Tom Callaghan. Op de dvd-uitgave en waarschijnlijk ook bij tv-uitzendingen buiten Australië is de miniserie opgeknipt in zes afleveringen van circa drie kwartier.
Het werd echter zo'n succes dat besloten werd om er een echte serie van te maken en op 15 mei 1986 was de eerste uitzending van de serie, waarin Tom vergezeld werd door een nieuwe dokter: Chris Randall (Liz Burch). Na zestien afleveringen verliet McFarlane de serie en werd hij vervangen door dokter Geoffrey Standish, gespeeld door Robert Grubb. De meeste afleveringen staan op zichzelf en behandelen meestal een medisch probleem. Ook sociaal-maatschappelijke zaken als vrouwenmishandeling binnen het huwelijk, drankmisbruik, homoseksualiteit en de positie van Aboriginals binnen de Australische samenleving worden aangesneden. Daarnaast zijn er doorlopende verhaallijnen, zoals de voortdurend ontwikkelende relatie van dokter Standish met verpleegster Kate Wellings (Lenore Smith). Andere belangrijke personages zijn piloot Sam Patterson (Peter O'Brien), garage-eigenaar Emma Plimpton (Rebecca Gibney), radio-operator D.J. (George Kapiniaris), politieagent Sergeant Jack Carruthers (Terry Gill), winkeluitbaatster Violet Carnegie (Pat Evison), grootgrondbezitter en parlementslid George Baxter (Bruce Barry) en Vic en Nancy Buckley (Maurie Fields en Val Jellay), uitbaters van de lokale pub The Majestic Hotel. Andrew McFarlane keerde in seizoen 5 terug in de serie waarin hij zijn rol als Dr. Callaghan voortzette.

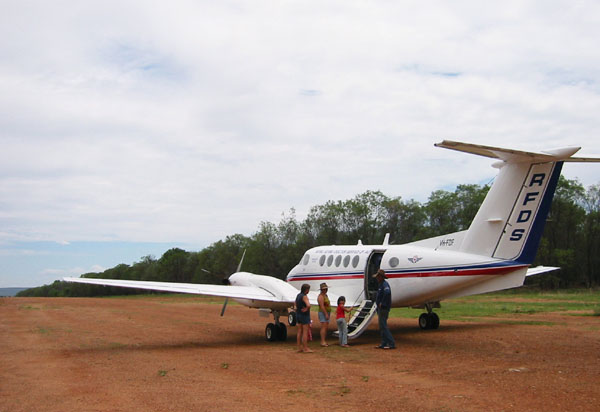
Een RFDS Beechcraft Super King Air op een landingsstrip in Queensland, Australië

De serie heeft in totaal 5½ jaar gelopen. Op 13 augustus 1991 was aflevering 221 de laatste. Inmiddels hadden er al veel acteurswissels plaatsgevonden en waren de kijkcijfers teruggelopen. Er is nog wel geprobeerd om een doorstart te maken met als nieuwe titel R.F.D.S., waarbij de set naar Broken Hill was verplaatst. De enige acteurs die meegingen waren echter Maurie Fields, Val Jellay en Sophie Lee, die Penny Wellings (het jongere zusje van Kate) speelde. Dit was uiteindelijk geen succes en er zijn in 1993 dan ook maar 13 afleveringen van gemaakt, wat het einde van de serie betekende. Uiteindelijk is de serie in meer dan vijftig landen uitgezonden.
In totaal zijn er 9 seizoenen gemaakt. Eind 2018 werden de miniserie en de eerste vier seizoenen in Nederland op dvd uitgebracht. In mei 2019 kwam de dvd-box met de seizoenen 5 tot en met 9 uit.

## De opnames
Het stadje Coopers Crossing bestaat wel degelijk, alleen in het echt heet het Minyip en het ligt 300 km ten noordwesten van Melbourne, in de staat Victoria. Hier kan men dan ook nog steeds het Majestic Hotel (Club Hotel) terugvinden, de garage van Emma Patterson en alle andere gebouwen die in de serie voorkomen. Het ziekenhuis is in het echt de Country Women's Rooms. De bewegwijzeringen naar Minyip bevatten ook bordjes met de tekst Coopers Crossing: Home of the ‘Flying Doctors’
De scènes die zich in de basis en het ziekenhuis afspelen zijn opgenomen in de RFDS-basis in Broken Hill. De scènes in de pub zijn opgenomen in de studio's in Box Hill en het vliegveld is in het echt Royal Australian Air Force base in Point Cook, Victoria.
Zo nu en dan kwam het voor dat inwoners van Minyip een gastrol vertolkten in de serie.

## Rolverdeling
| Acteur                 | Personage | Afleveringen                                                                         | Reden vertrek | Eerdere verschijningen                                                                                           |
| ---------------------- | --- | ------------------------------------------------------------------------------------ | --- | --- |
| Andrew McFarlane       | Dr. Thomas (Tom) Callaghan | miniserie en seizoen 1 (afl. 1-16); seizoen 5 t/m 7 (afl. 113-156) (ook in afl. 201) | In aflevering 16 vertrekt hij naar Afrika. In seizoen 5 keert hij terug en wordt duidelijk dat hij er verbleef in Eritrea, maar gedesillusioneerd terugkeerde. In aflevering 156 vraagt hij een week verlof om tot rust te komen, maar het duurt tot aflevering 201 eer hij weer verschijnt en terug een koppel vormt met Chris. Uit de context van aflevering 201 kan men afleiden dat Tom dokter is in een ver afgelegen gebied met beperkte middelen, maar het is geen missiepost. | |
| Lenore Smith           | Sr. Katherine (Kate) Wellings/Standish | miniserie en seizoen 1 t/m 9, afl. 1-86 & 91-221                                     | | |
| Liz Burch              | Dr. Christine (Chris) Randall | seizoen 1 t/m 6, afl. 1-146 (ook in afl. 201)                                        | Verlaat RFDS om te zorgen voor haar vader die een vergevorderde vorm van kanker heeft. In aflevering 201 zegt ze dat ze nu in Melbourne werkt. Ze herstart haar relatie met Tom en beslist om voor hem te werken in een niet-nader gespecifieerde locatie. | |
| Robert Grubb           | Dr. Geoffrey (Geoff) Standish (vervangt Tom Callaghan)                                                                                     | seizoen 1 t/m 9, afl. 17-221                                                         | | |
| Brett Climo            | Dr. David Ratcliffe | seizoen 5 t/m 8, afl. 101-171.                                                       | Tijdens een interventie valt hij in een ravijn en is op slag dood. | speelde in seizoen 2, afl. 41 het personage Trevor Neilson.                                                      |
| Melita Jurisic         | Dr. Magdalina (Magda) Heller | seizoen 7 & 8, afl. 159-173                                                          | Neemt onverwacht ontslag met als reden "omdat ze weg moet", maar de ware reden is dat ze verliefd is op Guy Reid en een relatie onmogelijk is. | |
| David Reyne            | Dr. Guy Reid (vervangt Tom Callaghan) | seizoen 8 & 9, afl. 167-221.                                                         | | speelde in seizoen 4, afl. 87 het personage Russ Evans.                                                          |
| Sarah Chadwick         | Dr. Rosie (Rowie) Lang (vervangt David Ratcliffe en Magda Heller)                                                                          | seizoen 8 & 9, afl. 175-221                                                          | | |
| Tammy McIntosh         | Sr. Annie Rogers | seizoen 6 & 7, afl. 127-166                                                          | Het personage verdwijnt uit de serie zonder enige achtergrondinformatie | |
| Nikki Coghill          | Sr. Jacqueline (Jackie) Crane (vervangt Annie Rogers)                                                                                      | seizoen 8 & 9, afl. 167-221.                                                         | | speelde in seizoen 1, afl. 9 het personage Sandra Witherby.                                                      |
| Steve Bisley           | Capt. Andy McGregor | miniserie                                                                            | | |
| Lewis Fitz-Gerald      | Capt. David (Gibbo) Gibson | seizoen 1, afl. 2-26                                                                 | Had ontslag genomen om elders te werken, maar sterft tijdens zijn laatste vlucht voor RFDS wanneer zijn lichaam wordt doorboord tijdens een crash. | |
| Peter O'Brien          | Capt. Sam Patterson (vervangt David Gibson)                                                                                                | seizoen 2 t/m 5, afl. 27-100 & 105-118                                               | Het personage verdwijnt uit de serie zonder enige achtergrondinformatie. In aflevering 201 wordt vermeld dat hij ergens werkt als piloot en vader is van 2 kinderen. | |
| Louise Siversen        | Capt. Deborah (Debbie) Andrews/O'Brien: de vaste invalpiloot.                                                                              | seizoen 1 t/m 6, afl. 26-134                                                         | Verliest haar vliegbrevet nadat ze tijdens een vlucht het bewustzijn verloor. Haar verdere lot is ongekend. | |
| Justin Gaffney         | Capt. Gerry O'Neill (vervangt Sam Patterson)                                                                                               | seizoen 6, afl. 128-146                                                              | Het personage verdwijnt uit de serie zonder enige achtergrondinformatie | |
| Christopher Stollery   | Capt. John (Johnno) Johnson (vervangt Gerry O’Neill)                                                                                       | seizoen 7 t/m 9, afl. 147-221                                                        | | |
| Gil Tucker             | Radio-operator Joseph (Joe) Forrest | miniserie en seizoen 1, afl. 1-26                                                    | Verwijnt uit de serie zonder enige achtergrondinformatie | |
| George Kapiniaris      | Radio-operator Dimitrios Lonniadis (D.J.) (vervangt Joe Forrest)                                                                           | seizoen 2 t/m 6, afl. 27-136 (ook in afl. 201)                                       | Emigreert omwille van familiale redenen naar Griekenland. | |
| Beverley Dunn          | Radio-operator Clare Bryant (vervangt D.J.)                                                                                                | seizoen 6 t/m 9, afl. 137-221                                                        | | |
| Kylie Belling          | Ondersteunend medewerker Sharon Herbert | miniserie en seizoen 1, afl. 1-14 & 20-26                                            | Verhuist naar Sydney om er te studeren met de belofte contact te houden en terug te keren nadat ze haar diploma heeft behaald, maar haar verdere lot is niet geweten. | |
| Keith Eden             | Dr. Harry Sinclair. Oorspronkelijke baas van de RFDS-basis in Coopers Crossing                                                             | miniserie                                                                            | Gaat op pensioen | |
| John Frawley           | Dr. Frank Turner, arts in het lokale hospitaal                                                                                             | miniserie en seizoen 1, afl. 1-26                                                    | Het personage verdwijnt uit de serie zonder enige achtergrondinformatie | |
| Carmel Millhouse       | Hoofdzuster Ingrid Fisher, verpleegster in het lokale hospitaal                                                                            | miniserie en seizoen 1, afl. 1-26                                                    | Het personage verdwijnt uit de serie zonder enige achtergrondinformatie | |
| Maurie Fields          | Victor (Vic) Buckley, (samen met Nancy) eigenaar van de lokale pub/hotel ‘’The Majestic Hotel’’                                            | miniserie en seizoen 1 t/m 9, afl. 1-221                                             | | |
| Val Jellay             | Nancy Buckley, (samen met Vic) eigenaar van de lokale pub/hotel ‘’The Majestic Hotel’’                                                     | miniserie en seizoen 1 t/m 3 (afl. 1-72); seizoen 5 t/m 9 (afl. 101-221)             | Verdwijnt tijdelijk om voor haar zieke zus te zorgen. | |
| Terry Gill             | Sgt. Jack Carruthers, politieagent van Coopers Crossing en omgeving                                                                        | miniserie en seizoen 1 t/m 5, afl. 1-64 & 71-126 (ook in afl. 127, 143 & 201)        | Het personage verdwijnt uit de serie zonder enige achtergrondinformatie. In aflevering 201 keert hij als genodigde voor het "150 jarig bestaan van Coopers Crossing" terug, maar heeft daar slechts enkele replieken die ook geen verdere informatie verschaffen. | |
| Simon Thorpe           | Constable Larry O’Connor | seizoen 3, afl. 66-72.                                                               | vervangt tijdelijk Jack Carruthers en vertrekt | speelde in seizoen 1, aflevering 1 het personage Mellow Truckie, en in aflevering 13 het personage Adrian Bailey |
| Bruce Barry            | George Baxter, lokale grootgrondbezitter en parlementslid                                                                                  | miniserie en seizoen 1 t/m 5, afl. 1-120 (ook in afl. 201)                           | Het personage verdwijnt uit de serie zonder enige achtergrondinformatie. | |
| Pat Evison             | Violet Carnegie, eigenaar van de lokale winkel                                                                                             | miniserie en seizoen 1 t/m 3, afl. 1-66                                              | Vertrekt voor 1 jaar naar Amerika met haar kleindochter met de belofte daarna terug te keren, maar doet dat niet. In aflevering 201 maakt Vic een opmerking over haar waaruit men kan afleiden dat ze al enige tijd overleden is. | |
| Marie Redshaw          | Maggie Hutton, eigenaar van de lokale winkel (vervangt Violet Carnegie)                                                                    | seizoen 3 & 4, afl. 65-100.                                                          | Vertrekt met een jeugdvriendin om samen een boerderij te beheren. | speelde in seizoen 2, afl. 36 het personage Helen Saunders.                                                      |
| Gerard Kennedy         | Luke Mitchell, hoefsmid, eigenaar van de lokale winkel en barhulp bij Vic & Nancy (vervangt Maggie Hutton)                                 | seizoen 4 & 5, afl. 97-127.                                                          | Het personage verdwijnt uit de serie zonder enige achtergrondinformatie | speelde in seizoen 1, afl. 17 het personage Les Foster.                                                          |
| Max Cullen             | Hurtle Morrison. Oorspronkelijke garage-eigenaar en oom van Emma                                                                           | miniserie en seizoen 1 & 2, afl. 1-10 & 27-50 (ook in afl. 71 & 72).                 | Verlaat Coopers Crossing omdat Emma geen twee werkkrachten kan betalen. | |
| Mark Little            | Ron Miller (Ron The Roughneck), onderhoudsmonteur die werkt in Hurtle’s garage                                                             | miniserie en seizoen 1, afl. 1-16                                                    | Verlaat Coopers Crossing | |
| Rebecca Gibney         | Emma Plimpton/Patterson, neemt in seizoen 1 de garage van haar oom Hurtle over.                                                            | seizoen 1 t/m 5, afl. 9-126 (ook in afl. 201)                                        | Ze verdwijnt zonder enige achtergrondinformatie. In aflevering 201 wordt duidelijk dat ze twee kinderen heeft met Sam Patterson. | |
| Mark Neal              | Marty Jarvis, onderhoudsmonteur die werkt in Emma's garage                                                                                 | seizoen 3 & 4, afl. 55-100.                                                          | Is volgens een postkaart verhuisd naar Surfers Paradise | speelde in seizoen 1, afl. 5 het personage Bruce Hayes.                                                          |
| Alex Papps             | Nick Cardaci, onderhoudsmonteur die werkt voor Emma’s garage (eerst onder Emma’s leiding in seizoen 5, later in seizoen 6 & 7 zelfstandig) | seizoen 5 t/m 7, afl. 115-156                                                        | Ondanks niet expliciet vermeld, kan men uit de context afleiden dat hij een vast contract heeft gekregen bij de familie Burgess. | |
| Paul Kelman            | Steven (Steve) McCauley, de zoon van Clare. Heropent in seizoen 9 Emma’s voormalige garage                                                 | seizoen 8 & 9, afl. 174-221                                                          | | |
| Vikki Blanche          | Paula Patterson, het jongere zusje van Sam. Werkt als röntgenlaborant in het lokale hospitaal                                              | seizoen 3 t/m 5, afl. 70-120.                                                        | Het personage verdwijnt uit de serie zonder enige achtergrondinformatie | speelde in seizoen 1, afl. 8 het personage Prue Browning.                                                        |
| Sophie Lee             | Penny Wellings, het jongere zusje van Kate                                                                                                 | seizoen 8 & 9, afl. 173-221                                                          | | |
| Sydney Jackson         | Jack (Jacko) Jackson (Father Jacko), pastoor van Coopers Crossing en omgeving                                                              | seizoen 1 & 2, afl. 17-50 (ook in afl. 94)                                           | Het personage verdwijnt uit de serie zonder enige achtergrondinformatie | |
| Lorna Patterson        | Liz Drever, Amerikaanse vriendin van Tom in de miniserie                                                                                   |                                                                                      | Vertrekt naar Amerika | |
| Warren Owens           | Dougie Kennedy, lokale Aboriginal |                                                                                      | Het personage verdwijnt uit de serie zonder enige achtergrondinformatie | |
| Norman Kaye            | William (Bill) Randall, de vader van Chris                                                                                                 |                                                                                      | Zoekt andere oorden op nadat hij beseft dat hij toch niet geschikt is om zijn beroep als arts te hervatten. In aflevering 146 komt hij nog eenmaal terug: hij lijdt aan een vergevorderde vorm van kanker en wil geen behandeling. Daarom beslist Chris om RFDS te verlaten om voor hem te zorgen. | |
| Frank Ottenson         | Frank Cassidy (Old Codger No. 1), zat meestal met Jim op het straatterras van het motel                                                    | miniserie en seizoen 1 t/m 4                                                         | Het personage verdwijnt uit de serie. In aflevering 201 meldt Vic dat "de twee oudjes op het terras" ondertussen zijn gestorven, wat mogelijk een referentie is naar Frank Cassidy en Jim Regan. | |
| Herb Krause            | Jim Regan (Old Codger No. 2)), zat meestal met Frank op het straatterras van het motel                                                     | miniserie en seizoen 1 t/m 4                                                         | Het personage verdwijnt uit de serie. In aflevering 201 meldt Vic dat "de twee oudjes op het terras" ondertussen zijn gestorven, wat mogelijk een referentie is naar Jim Regan en Frank Cassidy. | |
| Michaela Abay          | Zoe Buchanan, woont bij Chris in seizoen 2                                                                                                 |                                                                                      | Vertrekt met haar vader | |
| Ivor Kants             | Tony Symonds, de vader van Zoe Buchanan |                                                                                      | Vertrekt met zijn dochter | |
| Shane Withington       | Mike Lancaster, de vriend van Chris in seizoen 3                                                                                           |                                                                                      | Keert naar Frankrijk daar hij uiteindelijk beslist toch niet van zijn wettige echtgenote te scheiden | |
| Vince Martin           | Barry Standish, de broer van Geoff |                                                                                      | | |
| Emma & Hannah Cotching | Scarlett Standish, de dochter van Geoff en Kate                                                                                            |                                                                                      | | |
| Nancy Black            | Kimberly White, manager van het bedrijf waar de boerderij van George Baxter onder valt                                                     |                                                                                      | Verdwijnt uit de serie zonder achtergrondinformatie | |
| Alan Hopgood           | Neil Hutton, de broer van Maggie Hutton |                                                                                      | Verdwijnt uit de serie zonder achtergrondinformatie | |
| Nick Lathouris         | Spiros Polites, eigenaar van de Griekse taverne in Coopers Crossing (de Acropolis)                                                         |                                                                                      | | |
| Christine Kaman        | Katina Polites, eigenares van de Griekse taverne in Coopers Crossing (de Acropolis)                                                        |                                                                                      | | |
| Anita Cerdic           | Soula Polites, dochter van de eigenaren van de Griekse taverne in Coopers Crossing (de Acropolis)                                          |                                                                                      | | |
| Wyn Roberts            | Dr. Don McKenzie, assisterende dokter | seizoen 8, afl. 171 & 173                                                            | Na de dood van David start hij terug als arts, maar sterft zelf niet veel later aan een levercarnicaoom. | |
| Tracey Mann            | Sr. Penny Armstrong, invalverpleegster tijdens Kates afwezigheid                                                                           | seizoen 4 (afl. 87-91)                                                               | Wanneer Kate terugkeert, stelt ze voor dat Penny haar job overneemt. Penny wil niet dat Kate ontslag neemt en vertrekt met de melding dat ze elders nodig is. | |

## Cast per seizoen

#### Miniserie
- Andrew McFarlane als dokter Tom Callaghan
- Lorna Patterson als Liz Drever
- Keith Eden als dokter Harry Sinclair
- Lenore Smith als verpleegster Kate Wellings
- Steve Bisley als piloot Andy McGregor
- Gil Tucker als radio-operator Joe Forrest
- Kylie Belling als ondersteunend medewerker Sharon Herbert
- John Frawley als dokter Frank Turner
- Carmel Millhouse als zuster Ingrid Fischer
- Bruce Barry als George Baxter
- Pat Evison als Violet Carnegie
- Maurie Fields als Vic Buckley
- Val Jellay als Nancy Buckley
- Terry Gill als Sgt. Jack Carruthers
- Max Cullen als Hurtle Morrison
- Mark Little als Ron Miller

| - Andrew McFarlane als dokter Tom Callaghan (tot en met aflevering 16) - Liz Burch als dokter Chris Randall - Robert Grubb als dokter Geoffrey Standish (vanaf aflevering 17) - Lenore Smith als verpleegster Kate Wellings - Lewis Fitz-Gerald als piloot David Gibson (vanaf aflevering 2) - Gil Tucker als radio-operator Joe Forrest - Kylie Belling als ondersteunend medewerker Sharon Herbert - John Frawley als dokter Frank Turner - Carmel Millhouse als zuster Ingrid Fischer - Bruce Barry als George Baxter - Pat Evison als Violet Carnegie - Maurie Fields als Vic Buckley - Val Jellay als Nancy Buckley - Terry Gill als Sgt. Jack Carruthers - Max Cullen als Hurtle Morrison (tot en met aflevering 10) - Rebecca Gibney als Emma Plimpton (vanaf aflevering 9) - Mark Little als Ron Miller (tot en met aflevering 16) - Sidney Jackson als Father Jacko (vanaf aflevering 17) - Robert Grubb als dokter Geoffrey Standish - Liz Burch als dokter Chris Randall - Lenore Smith als verpleegster Kate Wellings - Peter O'Brien als piloot Sam Patterson - George Kapiniaris als radio-operator Dimitrios Lonniadis (D.J.) - Bruce Barry als George Baxter - Pat Evison als Violet Carnegie - Maurie Fields als Vic Buckley - Val Jellay als Nancy Buckley - Terry Gill als Sgt. Jack Carruthers - Max Cullen als Hurtle Morrison - Rebecca Gibney als Emma Plimpton - Sidney Jackson als Father Jacko - Robert Grubb als dokter Geoffrey Standish - Liz Burch als dokter Chris Randall - Lenore Smith als verpleegster Kate Wellings - Peter O'Brien als piloot Sam Patterson - George Kapiniaris als radio-operator Dimitrios Lonniadis (D.J.) - Bruce Barry als George Baxter - Pat Evison als Violet Carnegie (tot en met aflevering 66) - Marie Redshaw als Maggie Hutton (vanaf aflevering 65) - Maurie Fields als Vic Buckley - Val Jellay als Nancy Buckley - Terry Gill als Sgt. Jack Carruthers - Simon Thorpe als Constable Larry O'Connor (aflevering 66 tot en met 72) - Rebecca Gibney als Emma Patterson - Mark Neal als Marty Jarvis (vanaf aflevering 55) - Vikki Blanche als Paula Patterson (vanaf aflevering 70) | - Robert Grubb als dokter Geoffrey Standish - Liz Burch als dokter Chris Randall - Lenore Smith als verpleegster Kate Wellings - Peter O'Brien als piloot Sam Patterson - George Kapiniaris als radio-operator Dimitrios Lonniadis (D.J.) - Bruce Barry als George Baxter - Marie Redshaw als Maggie Hutton - Gerard Kennedy als Luke Mitchell (vanaf aflevering 97) - Maurie Fields als Vic Buckley - Terry Gill als Sgt. Jack Carruthers - Rebecca Gibney als Emma Patterson - Mark Neal als Marty Jarvis - Vikki Blanche als Paula Patterson - Robert Grubb als dokter Geoffrey Standish - Liz Burch als dokter Chris Randall - Brett Climo als dokter David Ratcliffe - Andrew McFarlane als dokter Tom Callaghan (vanaf aflevering 113) - Lenore Smith als verpleegster Kate Wellings (Standish) - Peter O'Brien als piloot Sam Patterson (tot en met aflevering 118) - Louise Siverson als (inval)piloot Debbie O'Brien (vanaf aflevering 119) - George Kapiniaris als radio-operator Dimitrios Lonniadis (D.J.) - Gerard Kennedy als Luke Mitchell - Maurie Fields als Vic Buckley - Val Jellay als Nancy Buckley - Terry Gill als Sgt. Jack Carruthers - Rebecca Gibney als Emma Patterson - Vikki Blanche als Paula Patterson (tot en met aflevering 123) - Alex Papps als Nick Cardaci (vanaf aflevering 115) - Andrew McFarlane als dokter Tom Callaghan - Liz Burch als dokter Chris Randall - Brett Climo als dokter David Ratcliffe - Robert Grubb als dokter Geoffrey Standish - Lenore Smith als verpleegster Kate Standish - Tammy Macintosh als verpleegster Annie Rogers - Justin Gaffney als piloot Gerry O'Neill (vanaf aflevering 128) - Louise Siverson als (inval)piloot Debbie O'Brien (tot en met aflevering 134) - George Kapiniaris als radio-operator Dimitrios Lonniadis (D.J.) (tot en met aflevering 136) - Beverly Dunn als radio-operator Clare Bryant (vanaf aflevering 137) - Maurie Fields als Vic Buckley - Val Jellay als Nancy Buckley - Alex Papps als Nick Cardaci | - Andrew McFarlane als dokter Tom Callaghan (tot en met aflevering 156) - Brett Climo als dokter David Ratcliffe - Robert Grubb als dokter Geoffrey Standish - Lenore Smith als verpleegster Kate Standish - Tammy Macintosh als verpleegster Annie Rogers - Christopher Stollery als piloot Johnno Johnson - Beverly Dunn als radio-operator Clare Bryant - Melita Jurisic als dokter Magda Heller (vanaf aflevering 159) - Maurie Fields als Vic Buckley - Val Jellay als Nancy Buckley - Alex Papps als Nick Cardaci - Robert Grubb als dokter Geoffrey Standish - Lenore Smith als verpleegster Kate Standish - Brett Climo als dokter David Ratcliffe (tot en met aflevering 171) - David Reyne als dokter Guy Reid - Sarah Chadwick als dokter Rowie Lang (vanaf aflevering 175) - Nikki Coghill als verpleegster Jackie Crane - Christopher Stollery als piloot Johnno Johnson - Beverly Dunn als radio-operator Clare Bryant - Melita Jurisic als dokter Magda Heller (tot en met aflevering 173) - Maurie Fields als Vic Buckley - Val Jellay als Nancy Buckley - Sophie Lee als Penny Wellings (vanaf aflevering 173) - Paul Kelman als Steve McCauley (vanaf aflevering 174) - Robert Grubb als dokter Geoffrey Standish - Lenore Smith als Kate Standish - David Reyne als dokter Guy Reid - Sarah Chadwick als dokter Rowie Lang - Nikki Coghill als verpleegster Jackie Crane - Christopher Stollery als piloot Johnno Johnson - Beverly Dunn als radio-operator Clare Bryant - Maurie Fields als Vic Buckley - Val Jellay als Nancy Buckley - Sophie Lee als Penny Wellings - Paul Kelman als Steve McCauley |

## Intro & Outro
De serie heeft een instrumentale titelmuziek, gecomponeerd door Garry McDOnald en Larry Stone. Gedurende de miniserie en de eerste vier seizoenen is de muziek
orchestraal met veel strijkinstrumenten. Het 5e en 6e seizoen hebben een ritmisch vlottere compositie. 
Seizoen 7 wijkt het meeste af met een variant waar meer drums in zitten. Deze variant is in 1993 ook gebruikt voor de kortlopende vervolgserie R.F.D.S.
De variant in de seizoenen 8 en 9 lijkt weer op compositie die in de eerste vier seizoenen gebruikt werd.
De serie heeft in tegenstelling tot veel andere tv-series geen cold open maar start direct met de intro.
De beeldmontage van de intro wisselt per seizoen maar ook binnen de seizoenen. Wel is het openingsshot op seizoen 7 na altijd het opstijgende vliegtuig
van de Flying Doctors, met de titel  Crawford Productions presents. 
In het 7e seizoen wordt dit voorafgegaan door een drietal shots waarin de motoren van het vliegtuig gestart worden. Ook een vast gegeven zijn fly-by shots van het vliegtuig afgewisseld met shots van de acteurs of scènes die in de afleveringen voorkomen.
Gedurende de miniserie worden de namen van Andrew McFarlane, Lorne Patterson en Keith Eden vermeld in de intro op een camerashot vanaf de vleugel van het vliegtuig.
In de eerste reguliere aflevering van seizoen 1 worden Andrew McFarlane en Liz Burch vermeld waarbij alleen Andrew ook in beeld komt.
Bij de daarop volgende aflevering is ook Liz te zien. Lenore Smith komt ook voorbij maar zonder titelvermelding. Zij wordt vermeld in de aftiteling gedurende het 1e seizoen. Vanaf seizoen 2wordt zij ook op de manier zoals Rob Grubb (vanaf afl. 17 van seizoen 1) en Liz in de intro vermeld.
De titel The Flying Doctors is bij de miniserie en het 1e seizoen in normale tekst te zien. Voor de rest van de serie is de titel uitgevoerd in logostijl dat door middel van animatie in beeld verschijnt.
Vanaf seizoen 2 tot en met seizoen 7 komen de hoofdrolspelers door middel van picture-in-picture in beeld over de beelden van het vliegende toestel van de Flying Doctors heen waarbij sommige beelden achter het toestel langs schuiven. 
Opvallende afwijking is met de terugkeer van Andrew McFarlane vanaf de aflevering Fly Past halverwege seizoen 5. Hij wordt tot en met de laatste aflevering vermeld als "special guest star" waarbij de acteur als enige full screen in beeld komt in plaats van als picture-in-picture. 
Vanaf seizoen 6 komt Andrew in de intro op de plek van Robert Grubb die dan later in de intro als "featuring" wordt vermeld. 
Halverwege seizoen 7 verlaat Andrew McFarlane de serie wederom maar blijft tot het einde van dat seizoen vermeld in de intro.
Seizoen 7 is een coproductie tussen Nine Network en de BBC wat de afwijkende titelmuziek kan verklaren.
De intro van de seizoenen 8 en 9 hebben een andere montagestijl waarbij twee beelden half over elkaar heen schuiven op de plekken waar de hoofdrolspelers worden vermeld. Bij alle afleveringen wordt de episodetitel van de aflevering vermeld, behalve bij de miniserie, deze afleveringen hebben geen episodetitel.
De aftiteling is gedurende de hele serie in de vorm van scrollende tekst over beelden van het toestel van de Flying Doctors dat tijdens avondrode zon over Australische berggebieden vliegt. In de miniserie staan de titels in cursief en in de verdere serie in romein.
De muziek onder de aftiteling is gelijk aan die van de intro. Bij de seizoenen 8 en 9 begint de muziek al zachtjes te spelen tijdens de afsluitende scène van de aflevering waarna deze aanzwelt vlak na het begin van de aftiteling. Vanaf seizoen 4 tot en met 9 volgt na de aftiteling de logoanimatie van de productiemaatschappij Crawfords Australia en het logo van Nine Network. Bij de miniserie en de eerste drie seizoenen staan deze logo's in de aftiteling zelf.

## Prijzen
- Zilveren TeleVizier-Tulp 1992